# Heiligenstein
Heiligenstein település Franciaországban, Bas-Rhin megyében. Lakosainak száma 927 fő (2022. január 1.). Heiligenstein Goxwiller, Bourgheim, Gertwiller, Barr és Obernai községekkel határos.

## Népesség
A település népességének változása:
| Lakosok száma | 959  | 958  | 977  | 965  | 961  | 961  | 949  | 938  | 927  |
|               | 2013 | 2015 | 2016 | 2017 | 2018 | 2019 | 2020 | 2021 | 2022 |